# Адхербал (адмирал)
Вижте пояснителната страница за други личности с името Адхербал.
Адхербал или Ад Хербал (на гръцки: Ατάρβας; на латински: Adherbal, Ad Herbal; † 230 пр.н.е.) е командир на картагенската флота по време на Първата пуническа война против Римската република от 264 пр.н.е. до 241 пр.н.е.
През 249 пр.н.е. той побеждава римляните с командир Публий Клавдий Пулхер в битката при Дрепана, единствената морска победа на Картаген през тази война.
Един друг Ад Хербал (2) е картагенски командир при Магон през Втората пуническа война, който губи морска битка при Картея, в Испания, с Гай Лелий през 206 пр.н.е.